# سيغفريد هيرش
سيغفريد هيرش (بالألمانية: Siegfried Hirsch)‏ هو مؤرخ ألماني، ولد في 5 نوفمبر 1816 في برلين في ألمانيا، وتوفي في 11 سبتمبر 1860 في باريس في فرنسا.